# Avedørelejren
Avedørelejren var en kaserne ved Vestvolden i Avedøre, der i dag er hjemsted for bl.a. Zentropa, Cirkusmuseet og Historiens Hus. Avedørelejren blev bygget i årene 1911-1913 ved arkitekt Helge Bojsen-Møller.
Lejren, der blev etableret i forlængelse af Forsvarsforliget 1909, kostede i datidens penge 678.997 kr. og 62 øre. Arkitekt Bojsen-Møller var inspireret af ældre dansk kasernebyggeri, og havde foretaget indgående forstudier af specielt Kastellet.
Avedørelejren var afløser for en af de oprindelige lejre på Vestvolden, Paradislejren.
Paradislejren var sammen med Paradis Batteri opført på Paradisgårdens jorder, deraf navnet.
Forskellige af forsvarets enheder har haft til huse i Avedørelejren, herunder Fæstningsartilleriet, Sjællandske Luftværnsregiment (Regimentsstaben dog på Østerbrogades Kaserne), Raketforsvarets batallionsstab (NIKE), Hærens Materiel- og Færdselsskole og Hjemmeværnsdistrikt 66. Hjemmeværnskompagni 6601 og 6610 havde også lokaler i lejren. Forsvarsforliget 1992 betød, at lejren skulle nedlægges i 1996, og 31. juli 1996 rykkede hæren ud.
1999 købte Zentropa 1/5 af lejren, mens Hvidovre Kommune købte resten. Herefter er lejren vokset støt og roligt, og rummer i dag bl.a. omkring 320 andels- og ejerboliger, en daginstitution, et vandrerhjem, adskillige filmselskaber, en restauration samt Cirkusmuseet, Historiens Hus og Hvidovre Lokalarkiv. De tre sidstnævnte institutioner har siden 2011 gået under navnet Forstadsmuseet.